# Vrachthopping

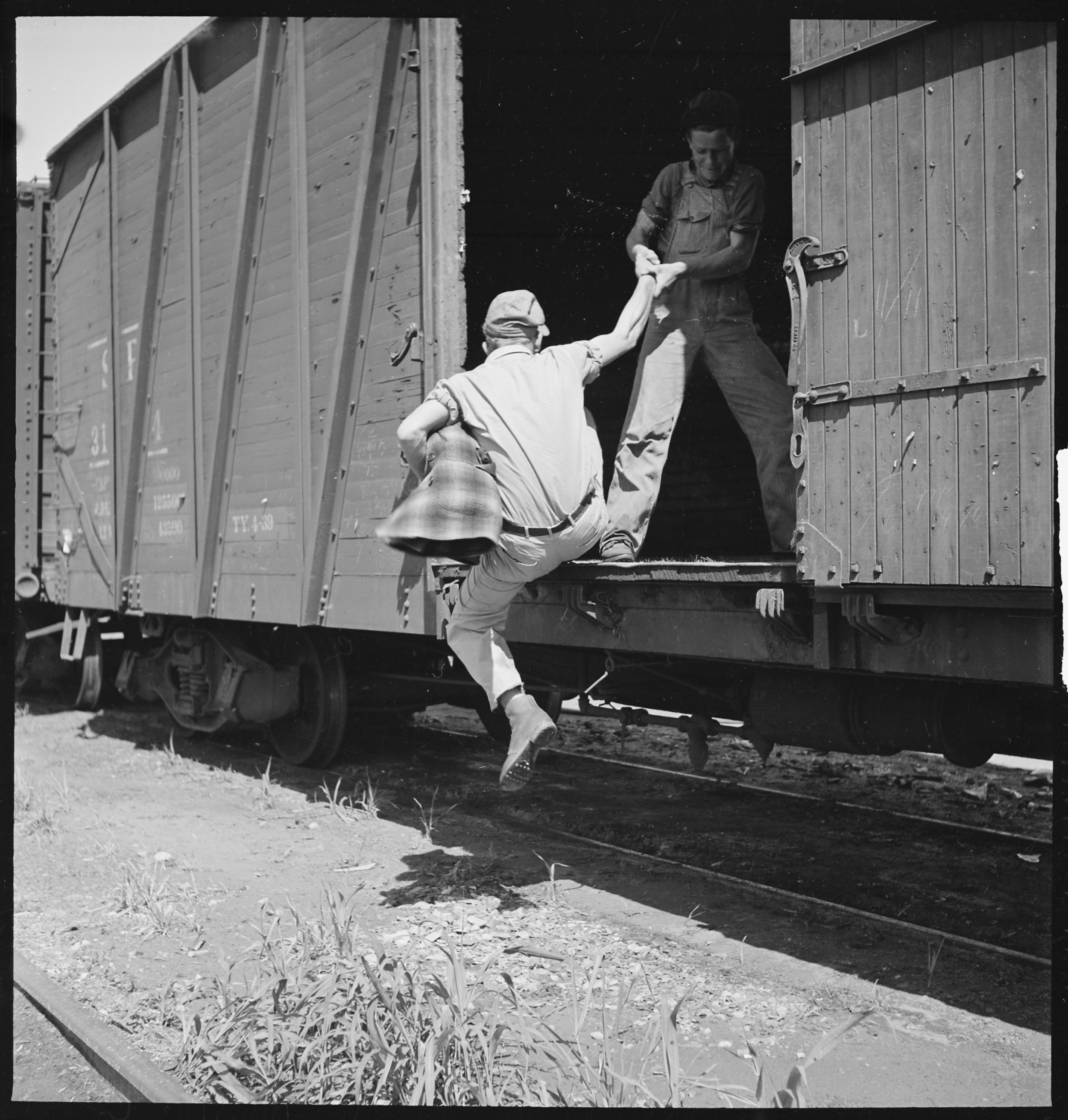
Vrachthopping-jongeren in de buurt van Bakersfield, Californië (National Youth Administration, 1940)

Vrachthopping is een activiteit waarbij in het geheim een vrachttrein wordt bereden. Soms wordt de term treinsurfen gebruikt als synoniem van vrachthopping. Het verschil met treinsurfen is dat iemand bij vrachthopping aan boord van de trein is, en dus niet op het dak staat of aan de zijkant hangt. Verder wordt er bij treinsurfen niet verwezen naar een specifiek type trein. Ook verschuilt iemand zich niet voor de bemanning van de trein, indien het een geaccepteerde manier van reizen is. 
Hopping gebeurde veel in de Verenigde Staten tijdens de depressie van de jaren 30, door werkeloze mensen. Het werd later verboden. Tegenwoordig wordt het nog wel gedaan door dakloze zwervers, immigratie arbeiders en sensatiezoekende burgers.
Vanwege de risico's neemt de activiteit toe in populariteit als extreme sport, onder andere in Europa en Amerika.
In armere gebieden, zoals Zuidoost-Azië en Afrika, blijft het een geaccepteerde manier van reizen vanwege de bevolkingsdichtheid en de armoede.

## Techniek
Opstapplaatsen zijn vaak rangeerterreinen waar goederentreinen worden samengesteld en de bemanning wordt uitgewisseld. Als een trein vertrekt rent een "hopper" langs de langzaam vertrekkende trein en trekt hij zichzelf aan boord van een geschikte wagon. Gevaar bestaat voornamelijk uit het verkeerd inschatten van de snelheid van de trein.